# Levka, Haskovo
Levka (în bulgară Левка) este un sat în comuna Svilengrad, regiunea Haskovo,  Bulgaria. 

## Demografie
Componența etnică a satului Levka
     Bulgari (87%)
     Turci (9,97%)
     Nicio identificare (3,01%)
     Altele (0%)
La recensământul din 2011, populația satului Levka era de 431 locuitori. Din punct de vedere etnic, majoritatea locuitorilor (87%) erau bulgari, cu o minoritate de turci (9,97%). Pentru 3,01% din locuitori nu este cunoscută apartenența etnică.